# 黃曉明 (香港)
黃曉明（英語：Shermaine Wong Hiu Ming，1983年6月27日—），香港出生，前香港無綫電視基本藝人合約藝員，無綫娛樂新聞台「娛樂新聞報道」及「娛樂頭條」主持。另外，擁有英國皇家音樂學院八級鋼琴及八級聲樂資格的她，從2012年開始任無綫電視兒童節目-放學ICU及環節「Shermaine=Music」主持。她在保良局百周年李兆忠紀念中學中五畢業後轉往仁濟醫院第二中學就讀預科。預科畢業後，入讀香港教育學院，修讀音樂系學士學位課程。黃曉明於2016年與前香港房屋協會主席鄔滿海之子鄔崇山結婚。
2021年4月離開無綫。

## 節目主持（無綫電視）
- （娛樂頭條）新聞主播
- （放學ICU）主持
- （J2）TVB娛樂新聞台
- （范後感）
- （Star Talk）
- （這個聖誕不太冷）主持
- （六合彩）主持

## 電視劇（無綫電視）
- On Call 36小時II 飾 遊戲主持人（第30集）
- 愛·回家 (第一輯) 飾 Mango（第424集）
- 華麗轉身 飾 藍山（第20集）
- 愛·回家 飾 美容院經理（第891集）
- 殭 飾 主播（第11集）
- 廉政行動2016 飾 新聞主播（第2集）
- 愛·回家之開心速遞 飾 陳師奶媳婦（第1082集）
- 鐵拳英雄 飾 店員（第28集）

## 演出經驗
- NEC 手提電腦平面廣告
- TVB 台慶42周年宣傳片
- TVB 2009情人節宣傳片
- TVB 2010勁歌金曲總選宣傳片
- TVB Ma Belle 電視廣告特輯
- TVB 黃金EPF特約:人人有Gold 見
- TVB 港鐵特約：未來新綫索
- TVB Dolce Vita 機場快綫特輯
- TVB 愛牙護齒全民like

## 外部連結
- 黃曉明的廣播 - TVB藝人微博 - tvb.com （页面存档备份，存于）
- 黃曉明的Instagram帳戶